# Дубровний Юрій Михайлович
Юрій Михайлович Дубровний (15 квітня 1954, Стрий, Дрогобицька область, Українська РСР, СРСР — 1 липня 2025) — радянський футболіст. Півзахисник, відомий виступами за «Карпати» (Львів). Також грав за «Авангард» (Стрий), СК «Луцьк», «Ністру» (Кишинів), СКА «Карпати» (Львів), ФК «Львів», «Галичина» (Дрогобич).

## Біографія
Один із лідерів півзахисту львівських «Карпат» у кінці 1970-х років.
Працював тренером у командах: «Галичина» (Дрогобич), «Газовик» (Комарно), «Газовик-Скала» (Стрий), «Карпати» (Кам'янка-Бузька), «Карпати-2» (Львів), «Техно-Центр» (Рогатин), «Нива» (Тернопіль), «Рава» (Рава-Руська). Головний тренер клубу «Карпати» (Коломия).

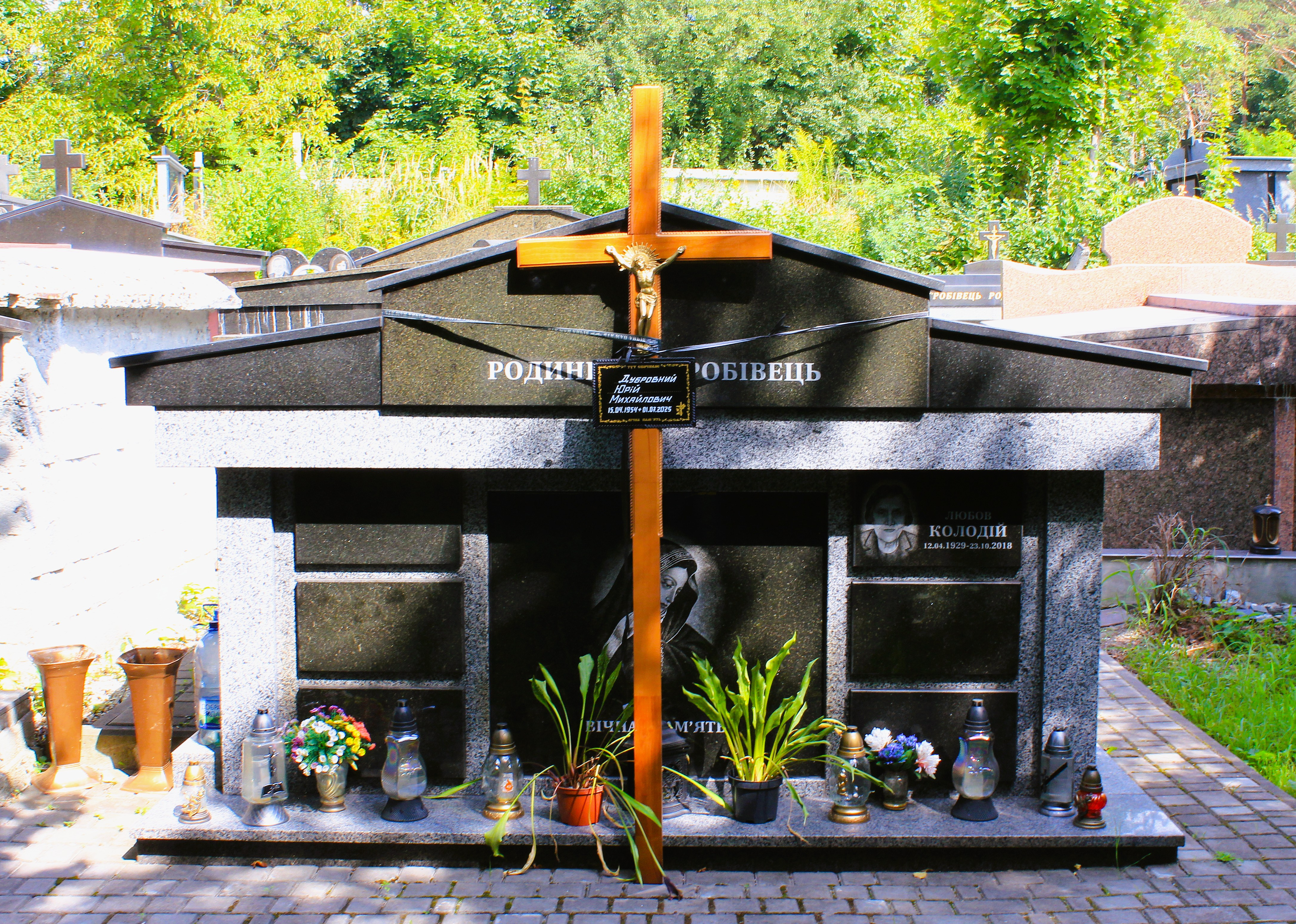
Гробниця, у якій похований Юрій Дубровний.

Помер 1 липня 2025 року. Похований на 71 полі Янівського цвинтаря.